# شهرستان یونان
شهرستان یونان (به لاتین: Yunan County) یک شهرستان در جمهوری خلق چین است که در یانفو واقع شده‌است.

## خصوصیات
شهرستان یونان ۱٬۹۶۶ کیلومترمربع مساحت و ۳۸۸٬۷۲۷ نفر جمعیت دارد.